# ミツバベンケイソウ
ミツバベンケイソウ（三つ葉弁慶草、三葉弁慶草、学名：Hylotelephium verticillatum ）は、ベンケイソウ科ムラサキベンケイソウ属の多年草。

## 特徴
地下に小塊状の根茎をもつ。茎は直立まれに斜上し、高さは20-80cmになり、円柱状で、多肉質で強い。茎の表面は毛や稜がなくつるつるしており、緑色で白っぽく、ときに紫色になる。葉はふつう3輪生、まれに4-5輪生し、また小型の株では対生することがある。葉身は厚く、楕円形、長卵形、広披針形で、長さ3-10cm、幅1.5-3cm、先はやや鋭頭、基部は鋭形で長さ2-10mmになる葉柄につづき、縁に波状の低い鋸歯がある。表面はうす緑色で、裏面は粉白色をおびる。
花期は8-9月。茎先に球形で大型の複散房状の花序をつけ、淡黄緑色の花が密につき、葉状の苞がある。萼片は5個で基部で合生し、長さ約1mmで三角状卵形になる。花弁は5個で離生して平開し、長さ約4mmになる広披針形で先は鋭頭。雄蕊は2輪で10個あり、花糸は花弁より長く、裂開直前の葯はふつう淡黄色まれに暗褐色になる。雌蕊は5個で長さ約4mmになり、子房の基部は細まる。果実は5個の袋果に分かれて立ち、晩秋に熟す。種子は褐色で細かく、袋果の腹側が縦に裂けて種子を散らす。
本州西部に分布するものは、茎の下部が地上を這い、上部のみが斜上して、比較的長い葉柄をもって対生するものがある。本州中部地方以西、四国、九州に分布する同属のアオベンケイ H. virideに似てまぎらわしい。

## 分布と生育環境
日本では、南千島、北海道、本州、四国、九州に分布し、山地の林縁や林中の岩礫地、渓流沿いの岩上や川原などに生育する。国外では、朝鮮半島、中国大陸、シベリア東部、サハリン、千島列島、カムチャツカ半島に分布する。

## 名前の由来
和名ミツバベンケイソウは、「三葉弁慶草」の意で、葉がふつう3輪生することによる。
属名 Hylotelephium は、Hyle「林」とTelephium「ベンケイソウ」による合成語で、1977年に新属ムラサキベンケイソウ属を提唱した大場秀章による。種形容語 （種小名）verticillatum は、「輪生の、環生の」の意味。

## ギャラリー

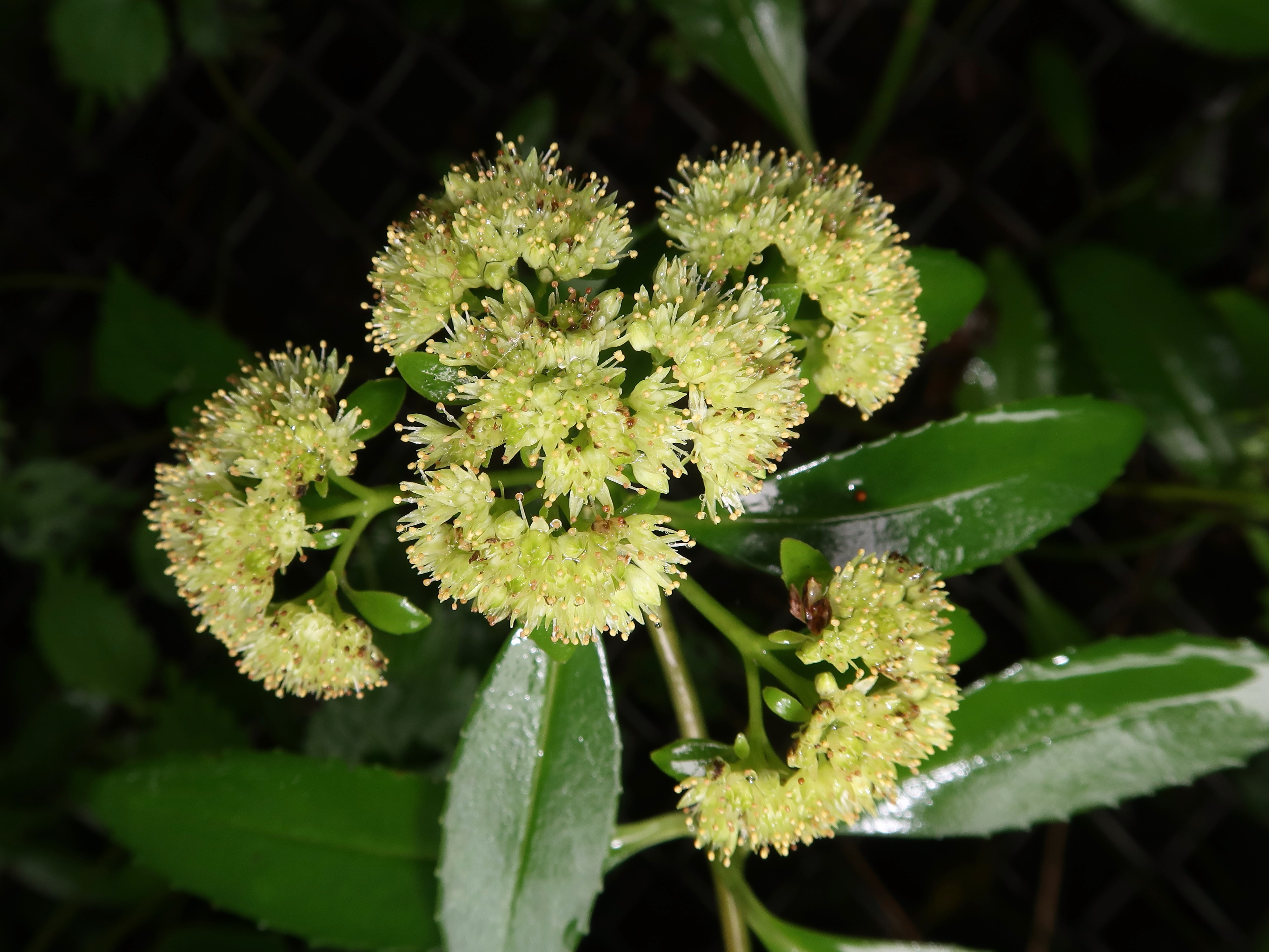
大型の複散房状の花序をつけ、密に淡黄緑色の花がつき、花序の基部に葉状の苞がある。
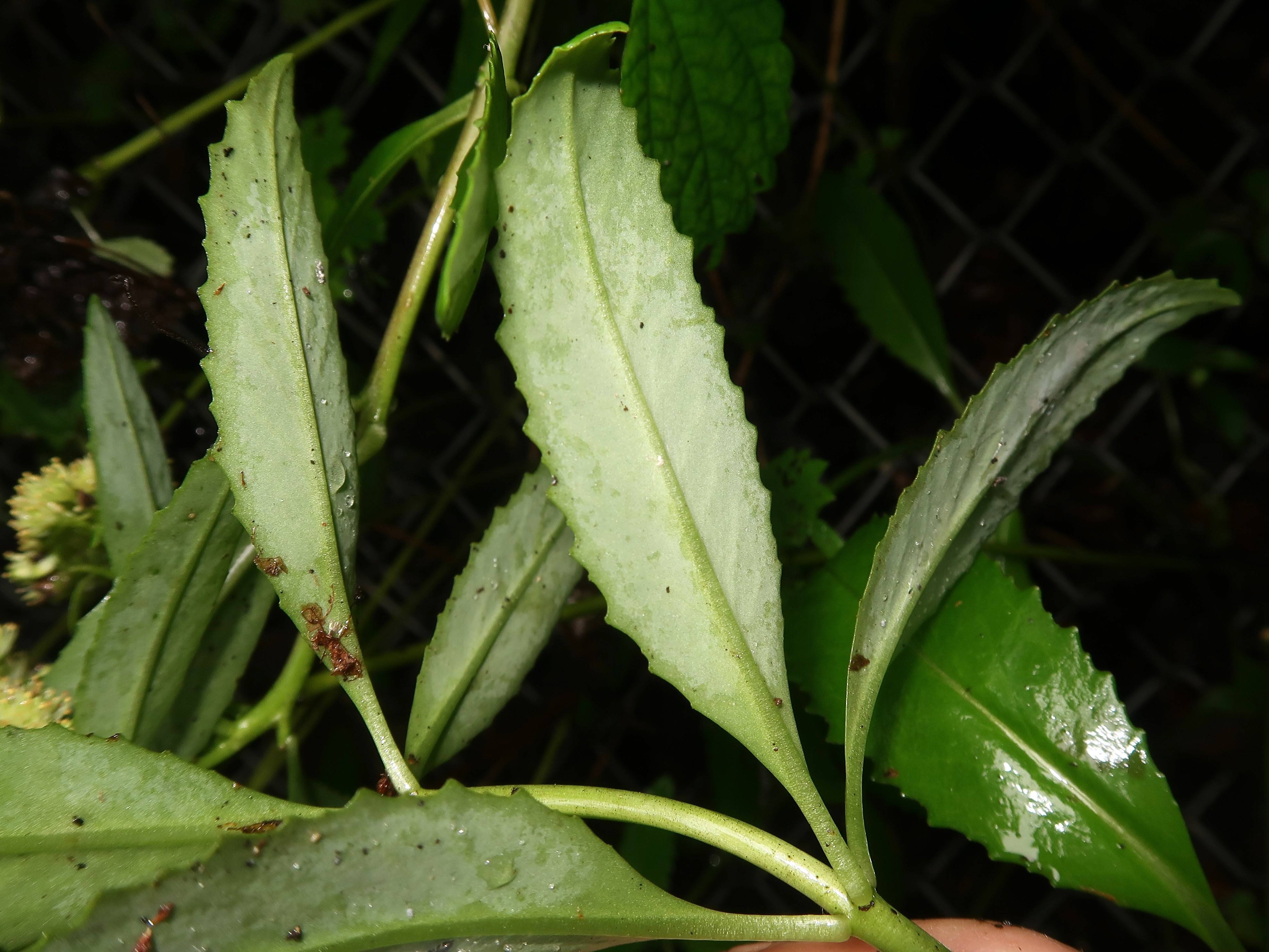
葉は茎に3輪生し、葉裏は粉白色をおびる。

## 下位分類
- ショウドシマベンケイソウ Hylotelephium verticillatum (L.) H.Ohba var. lithophilos H.Ohba[7] - 葉身は長楕円形、卵形、披針形または倒披針形で、長さ3-9cm、幅3-4.5cm、縁に6-8対の浅い円鋸歯があり、長さ1-1.8cmになる葉柄をもって対生する。関東地方以西の本州と四国（小豆島、高知県）に分布し、石灰岩地の岩場などに生育する。
- コモチミツバベンケイソウ Hylotelephium verticillatum (L.) H.Ohba  f. bulbiferum (N.Yonez.) Yonek.[8]